# Coenonympha annoceuri
Coenonympha annoceuri är en fjärilsart som beskrevs av Colin W. Wyatt 1952. Coenonympha annoceuri ingår i släktet Coenonympha och familjen praktfjärilar. Inga underarter finns listade i Catalogue of Life.